# Eulalio Ferrer
Eulalio Ferrer Rodríguez (Santander, 26 de febrero de 1920-Ciudad de México, 24 de marzo de 2009) fue un empresario, publicista, escritor y mecenas cultural hispano-mexicano, radicado en México a raíz del exilio masivo causado por la guerra civil española.

## Biografía
Eulalio Ferrer Rodríguez nació el 26 de febrero de 1920 en la ciudad de Santander, España. Sus padres fueron Eulalio Ferrer Andrés, de profesión linotipista, y Nemesia María Estrella Rodríguez. Además de Eulalio, la pareja tuvo dos hijas: Rosa y Estrella. 
En su juventud temprana Eulalio Ferrer fue militante socialista y participó en la guerra civil española al lado del bando republicano; llegó a ser jefe de propaganda de las Juventudes Socialistas y el capitán más joven del ejército republicano, con tan solo 18 años. También fungió como corresponsal y periodista para algunos periódicos españoles. En 1938, a causa del conflicto bélico que llevó a Francisco Franco al poder, los cinco miembros de la familia Ferrer se vieron obligados a dejar España; llevando solo las pocas pertenencias que pudieron cargar en los bolsillos, cruzaron los Pirineos hacia Francia donde, a lo largo de varios meses, el joven Eulalio peregrinó de un campo de concentración a otro: de Argelès-sur-Mer (14 de abril al 20 de junio de 1939), a Barçares (21 de junio al 24 de septiembre de 1939) y luego a Saint-Cyprien (28 de septiembre al 7 de diciembre de 1939).

Durante la estancia en los campos de concentración y el posterior viaje en barco hacia México, Eulalio Ferrer escribió una serie de diarios que varios años después se publicarían como libros testimoniales, su visión de los sinsabores del exilio: Entre alambradas (Pangea, 1987) y 41 días en el mar (MIQ, 2011). Así, por ejemplo, en Entre alambradas, la entrada con fecha del 2 de mayo de 1939 relata cómo Ferrer consiguió una edición escolar de tamaño bolsillo del Quijote, de la editorial Calleja, a cambio de una cajetilla de cigarros:
Fue una gran fortuna para mí que esta apretadísima edición de 1902, de Calleja, cayera en mis manos; libro de cabecera, como le llamo. Cuando aquel miliciano extremeño me ofreció el libro, en Port-Vendres, a cambio de la cajetilla de cigarros que llevaba, sin ser fumador, me pareció natural, sin duda ventajosos para mí. Nunca podré agradecer suficientemente la bondad de un regalo así. Nunca el más grande loco de nuestra historia estuvo mejor acompañado. Y no lo digo por mí, que no sé en qué grado lo estaré, sino por todos estos admirables locos con quienes comparto el confinamiento. En cada uno de ellos creo ver un gesto, una mirada, una ilusión de don Quijote.
En realidad, el miliciano era Tomás Yélamos Martínez, nacido en Serón (Almería) el 17 de febrero de 1920 y fallecido el 30 de abril de 1995 en Barcelona. En vida, pudo ver la noticia del Quijote suyo en Guanajuato, identificándolo inmediatamente. La lectura de este Quijote de bolsillo fue un consuelo constante para el joven Eulalio en los periplos del exilio e inspiró en él el cervantismo tenaz que lo acompañó el resto de su vida.
En 1940 la familia Ferrer partió finalmente del puerto de Burdeos en un vapor de nombre Cuba, con capacidad para 450 pasajeros, botado por la Compañía Trasatlántica Francesa. En total, 491 exiliados españoles abordaron el Cuba, cuyo destino original era la República Dominicana, pero el entonces dictador del país, Leónidas Trujillo, rechazó el desembarco de los inmigrantes como gesto de celebración del triunfo de los nazis en Europa. Después de mucha incertidumbre sobre su destino final, los Ferrer llegaron al puerto de Coatzacoalcos, Veracruz, el 26 de junio de 1940, a bordo del barco pesquero Santo Domingo. La familia Ferrer fue parte de los alrededor de 24,000 exiliados españoles que México acogió entre 1939 y 1942, con el apoyo y venia del gobierno del presidente Lázaro Cárdenas del Río.
De Coatzacoalcos, la familia Ferrer se traslada en tren a Oaxaca, donde la escasez de empleos los llevó, una vez más, a pasar penurias económicas. El joven Eulalio realizó todo tipo de trabajos menores para ayudar al sustento familiar, desde comerciante hasta organizador de peleas de box; incluso recitó poemas de García Lorca y Antonio Machado a cambio de alguna paga exigua. En 1942, cuando Eulalio contaba con 20 años, la familia se trasladó a la Ciudad de México, donde se alojaron en la colonia Guerrero.
En la Ciudad de México el joven Eulalio Ferrer consiguió finalmente su primer trabajo estable en la revista Mercurio, de la que editó el primer número y pronto asumiría funciones de escritor y coordinador. El éxito de su labor en la revista marcó el comienzo de una prolífica carrera como publicista, carrera que a partir de ese momento despegaría meteóricamente, al grado de que hacia finales de los años 80 su patrimonio material era más que desahogado.
Eulalio Ferrer recibió la naturalización mexicana en 1949. Amante de las Letras, la Filosofía y los usos creativos del lenguaje, Ferrer deseó en su juventud ser escritor o periodista; incluso, durante el tiempo que pasó en los campos de concentración franceses organizó y acudió a clases de filosofía con maestros que, como él, eran exiliados españoles. En alguna ocasión Ferrer confesó que, justamente, su sueño frustrado fue estudiar la carrera de Filosofía y Letras en la Universidad Nacional Autónoma de México, pues las condiciones económicas de su juventud nunca fueron propicias para realizarlo. En cambio, el contexto mexicano y su talento con el lenguaje lo fueron llevando por otro inesperado camino: el de la publicidad. Esta disciplina, en algún momento, le reportaría satisfacción, fama y fortuna, debido al nivel de relevancia que tuvo para una época en la que se moldearon y consolidaron las telecomunicaciones en México, volviendo el talento de Ferrer ampliamente capitalizable. No obstante, la pasión por las letras y el ejercicio del pensamiento tampoco desapareció, sino que tomó un lugar tangencial en la escritura de más de 35 libros y gran cantidad de artículos sobre temas muy diversos.
En 1946, a los 25 años, obtuvo la plaza de publicista en Casa Madero, la empresa vitivinícola más importante en el México de esos años. La visión de Ferrer alejó a Casa Madero del acento norteamericano que hasta entonces seguía en su publicidad, dándole un renovado toque mexicano y nacionalista, dirigido a afectar en lo íntimo la identidad del público nacional. Su labor en otros medios y agencias, como por ejemplo la incipiente Televisa, continuó por el mismo rumbo: exaltar lo mexicano, lo propio, desde propuestas originales, siempre cuidadosas de los usos del lenguaje y con una profunda perspectiva ética, pues dada su formación y apego por la literatura, las artes y las humanidades, Eulalio Ferrer llevó a la publicidad esa misma dimensión humanista.
Entre la gran cantidad de iniciativas que Ferrer concibió y llevó a cabo durante sus años como publicista y empresario, destaca el programa de radio Así es mi tierra, que llegaría a ser enormemente relevante para la música popular mexicana, al dar espacio a artistas que luego se volverían auténticos símbolos de la cultura del país en el siglo XX; figuras y grupos  de la talla de José Alfredo Jiménez, Lola Beltrán, Agustín Lara, Jorge Negrete, María de Lourdes, el Mariachi Vargas o Tata Nacho, a muchos de los cuales ayudó también a dar el salto de la radio a la plataforma televisiva.
En 1942 Eulalio Ferrer creó Anuncios Modernos, agencia publicitaria de Casa Madero, y en 1960 fundó, finalmente, Publicidad Ferrer (hoy Grupo Ferrer), que en la década de los 80 se consolida como la empresa publicitaria número uno en México. Así, por ejemplo, Publicidad Ferrer diseñó el logotipo y realizó estudios de mercado para la marca Sabritas, propiciando los inicios de su popularidad a nivel nacional. Entre las marcas y empresas destacadas que se sumaron en algún momento a la cartera de clientes de Publicidad Ferrer estuvieron Pepsicola, General Electric y Casa Domecq.
La investigadora Vivian Romeu resume de esta manera el legado de Ferrer en la publicidad en nuestro país: “A Eulalio Ferrer se le reconocen tres aportaciones excepcionales: dotar de mexicanidad a la publicidad mexicana, velar por el uso correcto del lenguaje y ofrecer rango profesional a la publicidad que hasta antes de él había sido considerado sólo un oficio”. En 1982 Ferrer creó también Comunicología Aplicada de México, una empresa-centro de consultoría y estudios de comunicación y publicidad, auténtica pionera en su rama.
Ferrer tuvo una fructífera relación profesional, primero con Emilio Azcárraga Vidaurreta (padre) y luego con Emilio Azcárraga Milmo (hijo), fundadores y propietarios de Televisa, la empresa mexicana de telecomunicaciones más relevante en el México de mediados del siglo XX, para la cual Eulalio Ferrer ideó numerosas iniciativas.
La importancia de Eulalio Ferrer es medular para la historia moderna del país, pues en su papel de publicista y mediador contribuyó a moldear los medios de comunicación mexicanos, desde la radio, la televisión y los anuncios impresos, todos de gran impacto en la cultura e idiosincrasia mexicanas de la segunda mitad del siglo XX. Gracias a su trabajo como publicista de vanguardia desarrolló una preclara inteligencia en los asuntos de la comunicación, la publicidad y los usos creativos del lenguaje, creando términos como ‘comunicología’ y ‘mercadotecnia’. Sus teorías y reflexiones sobre estas áreas las plasmó en dos de sus libros más significativos: El lenguaje de la publicidad (FCE, 1994) e Información y comunicación (FCE, 1997).  Fundó también la revista Cuadernos de comunicación, la más importante de Latinoamérica en el tema en dónde escriben los más importantes teóricos de la comunicación del momento.
En su faceta de mecenas del arte y la cultura, Eulalio Ferrer financió y encargó obra de los artistas plásticos más relevantes de la época, tales como Raúl Anguiano, Pedro Coronel, Carlos Mérida, Antonio Rodríguez Luna o José Luis Cuevas. Su inteligencia, bagaje y dotes para el pensamiento creativo, lo llevaron a relacionarse también con las figuras más importantes de la intelectualidad mexicana Octavio Paz, José Vasconcelos, Salvador Novo, Agustín Yáñez, Juan José Arreola, Salvador Elizondo, Luis Spota, Fernando del Paso y muchísimos otros. Con algunos intelectuales y artistas desarrolló también un vínculo que rebasó el aspecto meramente profesional, de modo que se convirtió en auténtica amistad; casos notables son los de Agustín Lara o Mario Moreno ‘Cantinflas’; este último, su compadre y amigo inseparable de toda la vida.
Debido a la coincidencia en sus onomásticos, Eulalio Ferrer se reunía cada año con Raúl Anguiano y José Luis Cuevas, festejo al que acudía siempre una nutrida y plural concurrencia. Experto en las relaciones públicas, la maleabilidad de su personalidad le permitió ser amigo de presidentes, políticos, artistas, magnates y empresarios; así, hay fotos de diversas épocas donde se le puede ver junto al actor Pedro Infante, el tenor Pedro Vargas, los escritores Gabriel García Márquez (quien alguna vez lo llamó “el gran científico de la comunicación”), Octavio Paz, Salvador Novo, el muralista David Alfaro Siqueiros, el cantante español Joan Manuel Serrat, la vedette Yolanda Montes ‘Tongolele’, los empresarios Emilio Azcárraga ‘El Tigre’ y Jesús de Polanco, el coronel José García Valseca o, incluso, el presidente de la república Miguel de la Madrid, entre muchos otros personajes relevantes de la cultura, la política y la vida pública del país.
La historia de vida de Eulalio Ferrer inspiró también textos biográficos y ficcionales; por ejemplo, en él se basa el personaje homónimo que aparece en la novela Casi el paraíso (Grijalbo, 1984), del escritor mexicano Luis Spota; o el libro biográfico Eulalio Ferrer. El mecenas desconocido. Episodios de una vida (Ediciones MIQ, 2020), de Jorge Vargas Bohorques.
Respecto de su vida personal, Eulialio Ferrer se casó en 1955 con Rafaela Bohorques (Valencia, 1931 - Santander, 2007), también española y exiliada en México, a la que conoció cuando ella trabajaba como secretaria en Publicidad Ferrer. El matrimonio tuvo tres hijos: Eulalio, Ana Sara y Juan Cristóbal. Actualmente, Ana Sara Ferrer Bohorques es la presidenta de la Fundación Cervantina de México, A. C., y directora del Centro Avanzado de Comunicación Eulalio Ferrer, ambos fundados por su padre.
Rafaela Bohorques falleció en la ciudad de Santander en 2007. Menos de dos años después, Eulalio Ferrer fallece en su casa de la Ciudad de México, el 24 de marzo de 2009. Sus restos fueron cremados y reposan junto a los de su esposa.
Según se ha señalado, desde muy joven Eulalio Ferrer tuvo gran afición por el cervantismo, particularmente por el personaje de don Quijote. Esto lo llevó a reunir una valiosa colección artística y bibliográfica inspirada en la figura y obra del ‘manco de Lepanto’. En la década de los 80, guiado por una idea largamente meditada, Eulalio Ferrer decidió donar la mayor parte de su colección de arte a la ciudad de Guanajuato para fundar el Museo Iconográfico del Quijote (MIQ), que fue inaugurado el 6 de noviembre de 1987. En la inauguración estuvieron presentes el presidente de México, Miguel de la Madrid, el presidente del gobierno español, Felipe González Márquez, y el gobernador del estado de Guanajuato, Rafael Corrales Ayala. A raíz de la fundación del museo dio inicio también el Coloquio Cervantino Internacional, evento anual que, hasta la fecha, reúne en el mes de mayo a numerosos cervantistas, investigadores, académicos, artistas, intelectuales y público en general. En la actualidad, el MIQ continúa en funciones y ha acrecentado su acervo y presencia en la ciudad de Guanajuato, al grado de que es uno de los museos más representativos y visitados de la ciudad, con una amplia oferta de actividades y eventos culturales.
En 1995, junto con la Universidad de Guanajuato, Eulalio Ferrer creó de manera interinstitucional el Centro de Estudios Cervantinos (CEC). En el año 2000, manifestó su interés por donar también la sección cervantina de su biblioteca personal, con una idea en mente: “la lectura visual podrá complementarse con la lectura escrita”. La donación se oficializó el 19 de noviembre del 2000, con la primera entrega del acervo, a la que siguieron cuatro más, la última en 2007. La Biblioteca Cervantina Eulalio Ferrer (BCEF) abrió sus puertas al público en mayo de 2004. Entre su acervo se encuentran ediciones antiguas del Quijote que datan desde el siglo XVIII, traducciones y obra crítica de tema cervantino, así como la célebre edición Calleja de 1902, en tamaño bolsillo, que acompañó a Eulalio Ferrer en su viaje de llegada a México y que inspiró en él la afición por el universo de don Quijote y Cervantes.
A lo largo de su vida y también de manera póstuma Eulalio Ferrer Rodríguez recibió numerosos cargos, reconocimientos y condecoraciones.
Fue nombrado ‘hijo adoptivo’ de Oaxaca e ‘hijo predilecto’ de la ciudad de Guanajuato. Recibió la Gran Cruz de la Orden al Mérito Civil y Gran Cruz de la Orden de Isabel la Católica, otorgadas por el rey Juan Carlos de España; la Medalla de Plata de Santander y la Medalla de Oro de la ciudad de Alcalá de Henares; asimismo, el doctorado honoris causa por la Universidad Complutense de Madrid y la Universidad de Cantabria.
Presidió la Red Cervantina Mundial y en 1991 fue nombrado miembro de la Academia Mexicana de la Lengua (AML), en la cual ocupó la silla XXII. Fue tesorero y miembro de la Real Academia Española y de la Academia Norteamericana de la Lengua Española. Presidió y fue mecenas del Premio Menéndez Pelayo, que sería renombrado en su honor como Premio Internacional Eulalio Ferrer. También se hizo acreedor al Premio internacional de Relaciones Humanas de Francia.
En 1992, la RAE, a iniciativa de Eulalio Ferrer, reconoció el verbo ‘cantinflear’ como: “Hablar o actuar de forma disparatada e incongruente y sin decir nada con sustancia”.
En 2005, Ferrer recibió la Condecoración de Miguel Hidalgo y Costilla otorgada por el Congreso del Estado de Guanajuato y, en el marco de la Feria Internacional del Libro de Guadalajara, el premio de Bibliófilo del año. Por motivo de sus numerosas aportaciones para fortalecer la relación entre México y España, desde 2014 hay en su natal Santander una calle que lleva su nombre.
[1] (Romeu, p.1)
[2] Fue capitán y comisario político de la Primera Compañía del Batallón de Instrucción  (Vargas Bohórquez, p.12).
[3] (Ferrer Rodríguez, p. 53)
[4] (Ferrer Rodríguez, p. 205)
[5] (Vargas Bohórquez, p. 46)
[6] (Romeu, pp. 5-6)
[7] (Vargas Bohórquez, p. 36)
[8] (Romeu, pp. 8-9)
[9] (p.10)
[10] https://www.jornada.com.mx/2009/03/26/cultura/a04n1cul [consultado: 16 de febrero de 2021]
[11] (Ramírez Nieto et al., p. 26).
[12] (citado en Ramírez Nieto et al., p. 255).
[13] https://dle.rae.es/cantinflear [consultado: 22/01/2021]